# Villenave-d'Ornon
Villenave-d'Ornon (gaskonsko Vilanava d'Ornon) je južno predmestje Bordeauxa in občina v jugozahodnem francoskem departmaju Gironde regije Akvitanije. Leta 2009 je naselje imelo 28.469 prebivalcev.

## Geografija
Villenave-d'Ornon leži v pokrajini Gaskonji ob reki Garoni, 9 km južno od središča Bordeauxa, po številu prebivalstva je njegovo četrto največje predmestje.

## Uprava
Villenave-d'Ornon je sedež istoimenskega kantona, vključenega v okrožje Bordeaux.

## Zanimivosti
- cerkev sv. Martina iz 11. stoletja;

## Pobratena mesta
- Blanes (Katalonija, Španija),
- Bridgend / Pen-y-bont ar Ogwr (Wales, Združeno kraljestvo),
- Seeheim-Jugenheim (Hessen, Nemčija),
- Torres Vedras (Portugalska).